# Wendy's Got the Heat
 (février 2024).
La mise en forme du texte ne suit pas les recommandations de Wikipédia : il faut le « wikifier ».
Les points d'amélioration suivants sont les cas les plus fréquents. Le détail des points à revoir est peut-être précisé sur la page de discussion.
- Les titres sont pré-formatés par le logiciel. Ils ne sont ni en capitales, ni en gras.
- Le texte ne doit pas être écrit en capitales (les noms de famille non plus), ni en gras, ni en italique, ni en « petit »…
- Le gras n'est utilisé que pour surligner le titre de l'article dans l'introduction, une seule fois.
- L'italique est rarement utilisé : mots en langue étrangère, titres d'œuvres, noms de bateaux, etc.
- Les citations ne sont pas en italique mais en corps de texte normal. Elles sont entourées par des guillemets français : « et ».
- Les listes à puces sont à éviter, des paragraphes rédigés étant largement préférés. Les tableaux sont à réserver à la présentation de données structurées (résultats, etc.).
- Les appels de note de bas de page (petits chiffres en exposant, introduits par l'outil «  Source ») sont à placer entre la fin de phrase et le point final[comme ça].
- Les liens internes (vers d'autres articles de Wikipédia) sont à choisir avec parcimonie. Créez des liens vers des articles approfondissant le sujet. Les termes génériques sans rapport avec le sujet sont à éviter, ainsi que les répétitions de liens vers un même terme.
- Les liens externes sont à placer uniquement dans une section « Liens externes », à la fin de l'article. Ces liens sont à choisir avec parcimonie suivant les règles définies. Si un lien sert de source à l'article, son insertion dans le texte est à faire par les notes de bas de page.
- La présentation des références doit suivre les conventions bibliographiques. Il est recommandé d'utiliser les modèles {{Ouvrage}}, {{Chapitre}}, {{Article}}, {{Lien web}} et/ou {{Bibliographie}}. Le mode d'édition visuel peut mettre en forme automatiquement les références.
- Insérer une infobox (cadre d'informations à droite) n'est pas obligatoire pour parachever la mise en page.

Pour une aide détaillée, merci de consulter Aide:Wikification.
Si vous pensez que ces points ont été résolus, vous pouvez retirer ce bandeau et améliorer la mise en forme d'un autre article.
Wendy's Got the Heat est une autobiographie de 2003 de l'animatrice radio et personnalité médiatique américaine Wendy Williams, co-écrite avec la journaliste Karen Hunter.

## Contexte
« J’ai toujours su que je voulais écrire un livre, et je pensai que j’écrirais un livre de ragot. Je ne pensai pas que j’écrirai mon histoire après tous je suis juste une DJ, Qui est intéressé par ça? »

— Wendy Williams parlant de l'origine de son livre
Lors de son émission de radio WBLS en 2002, Wendy Williams a exprimé son intérêt pour l'écriture d'un livre. Trois employés de Simon & Schuster qui écoutaient régulièrement l'émission ont entendu la déclaration de Williams et l'ont contactée. Les éditeurs d' Atria Books et Pocket Books ont rencontré Williams et ont convenu qu'une autobiographie serait l'idéal compte tenu de ses expériences passées, consommation de drogues, fausses couches et querelles publiques avec les patrons du WQHT, selon eux, cela « motiverait les femmes confrontées à des défis similaires dans leurs luttes pour le succès ». L'agent de Williams a alors signé un deal pour la distribution nord-américaine du livre, elle l'a co-écrit avec la journaliste Karen Hunter,.

## Publication et publicité
Atria Books a publié Wendy's Got the Heat en couverture rigide le 1er août 2003. Pour en faire la promotion, Williams a programmé des visites et des dédicaces de livres dans des bibliothèques et des librairies de New York, Washington, DC et Philadelphie. Elle a également fait la promo à la Foire du livre de Harlem, où il s'est vendu à 400 exemplaires. Wendy a la Pression a fait ses débuts au neuvième rang de la liste des meilleures ventes non fictionnelles du New York Times la semaine du 4 août 2003. Sur la liste des best-sellers du magazine Essence, basée sur les ventes dans les librairies afro-américaines, il etait en première position. En août 2004, Pocket Books l'a publié en livre de poche.

## Accueil
Wendy's Got the Heat a reçu des critiques mitigées. Dans le Library Journal, Mark Bay l'a comparé positivement a l'autobiographie de personnalités de la radio tel que Howard Stern et Mancow Muller car elle parle de sujets tels que la toxicomanie et les fausses couches au lieu de faire des « diatribes égoïste et des discours libidineux juvéniles». Écrivant pour QBR The Black Book Review, Kecia Palmer-Cousins pensait que l'inclusion de ces expériences rendait le livre plus vrai qu'une autobiographie typique. Dans le New York Amsterdam News, Renee Minus White a apprécié le fait que Williams "est aussi sincere qu'elle le demande à ses invités [de radio] à propos de sa propre vie dramatique et souvent compliquée ". Publishers Weekly a estimé qu'il manquait d'informations sur les responsabilités professionnelles de Williams en tant que disc-jockey. Dans son livre Hip-Hop Revolution in the Flesh, l'érudit Greg Thomas a estimé que Williams était hypocrite alors qu'elle se présente comme une ambassadrice de la Langue Anglaise, l'autobiographie s'ouvre sur la phrase "Les salopes et les négros s'entraînent tous les jours pour faire ma merde". Kirkus Reviews était d'accord, concernant la déclaration de Williams contradictoire "il n'y a aucune excuse pour parler mal"  avec "le récit du livre [écrit] en argot le plus simple".
Les critiques varient au sujet de l’efficacité des anecdotes sur le succès dans la vie. Tim Butler du journal afro-américain Tri-State Defender a écrit que l'autobiographie « offre aux lecteurs une multitude de leçons, depuis la façon d'atteindre leurs objectifs jusqu'à la façon de vivre leur vie ». Palmer-Cousins considérait la citation « Rien n'est garanti. Apprenez de vos erreurs, avancez et surtout soyez fidèle à vrai » comme une leçon de vie utile. En revanche, Publishers Weekly pensait que la déclaration « se défoncer avec des "mecs shelou" ne fait rien pour vous sauf donner aux gens de quoi parler » manquait de profondeur, et  enfin Kirkus Reviews considérait les conseils sur les relations et les conseils pour avoir une bonne carrière dans le livre étaient  « embarrassants simplistes ».

### Ouvrages
- Greg Thomas, Hip-Hop Revolution in the Flesh, New York, Palgrave Macmillan, 2009 (ISBN 978-0-230-61180-1, OCLC 226357145, LCCN 2009284834), p. 96
- Current Biography Yearbook, New York, H. W. Wilson Company, 2009, 70th éd., 610 p. (ISBN 978-0-8242-1104-2, ISSN 0084-9499, OCLC 1244599703, LCCN 40-27432)
- Wendy Williams et Karen Hunter, Wendy's Got the Heat, New York City, Atria Books, 5 août 2003 (ISBN 0-7434-7021-4, OCLC 52724929, LCCN 2004297853)

### Presse
- John F. Baker, « Listening to Wendy », Publishers Weekly,‎ 3 juillet 2002 (lire en ligne [archive du 17 avril 2021])
- « Best sellers », The New York Times,‎ 24 août 2003, A18
- Raquel Boler, « Best-sellers », Essence, vol. 34, no 8,‎ décembre 2003, p. 154
- Karyn D. Collins, « Making waves: Wendy Williams speaks her mind—on the airwaves and off », Asbury Park Press,‎ 10 août 2003, p. 1
- Karyn D. Collins, « Heating up the book circuit », Asbury Park Press,‎ 10 août 2003, E4 (lire en ligne)
- « Deals », Black Issues Book Review, vol. 4, no 5,‎ september–october 2002, p. 8
- Annette John-Hall, « Turning the air waves into shock waves », The Philadelphia Inquirer,‎ 12 août 2003, p. C1
- « Literary calendar », The Washington Post,‎ 10 août 2003, p. 14
- Max Rodriguez, « The Harlem Book Fair: Old school and new », QBR The Black Book Review, vol. 10, no 5,‎ 31 octobre 2003, p. 3

### Recensions
- Mark Bay, « Dad, Dames, Demons, and a Dwarf: My Trip Down Freedom Road / Wendy's Got the Heat », Library Journal, vol. 128, no 13,‎ août 2003, p. 97
- Tim Butler, « Bookscape », Tri-State Defender, Memphis, Tennessee,‎ 7 août 2004, p. 1B
- Kecia Palmer-Cousins, « Wendy's Got the Heat! Wendy Williams », QBR The Black Book Review, vol. 10, no 5,‎ 31 octobre 2003, p. 25
- « Wendy's Got the Heat », Kirkus Reviews,‎ 15 mai 2003 (lire en ligne [archive du 24 octobre 2020])
- « Wendy's Got the Heat », Publishers Weekly,‎ 1er août 2003 (lire en ligne [archive du 13 août 2020])
- Renee Minus White, « Wendy Williams tells all », New York Amsterdam News,‎ 28 janvier 2004, p. 13